# 1685
Năm 1685 (Số La Mã: MDCLXXXV) là một năm thường bắt đầu vào thứ hai (liên kết sẽ hiển thị đầy đủ lịch) trong lịch Gregory (hoặc một năm thường bắt đầu vào thứ năm của lịch Julius chậm hơn 10 ngày).

## Sinh
- Johann Sebastian Bach, nhà soạn nhạc, nghệ sĩ organ, vĩ cầm, đại hồ cầm, và đàn harpsichord người Đức (m.1750)

## Mất
- Nạp Lan Dung Nhược, nhà thơ người Mãn Châu